# Vevelstad
Vevelstad è un comune norvegese della contea di Nordland.